# Усть-Каменогорский титано-магниевый комбинат
Усть-Каменогорский титано-магниевый комбинат (KASE: UTMK) — казахстанский комбинат, полностью интегрированный производитель титана. Основным видом деятельности компании является производство высококачественной титановой губки, титановых слитков и магния марки Mg-90 для использования в авиационной промышленности и других отраслях. Ведущий сертифицированный поставщик этого металла для мировой авиакосмической промышленности.
Большая доля акций предприятия (45,03 %) принадлежит Specialty Metals Holding Company (Брюссель, Бельгия). Расположен в городе Усть-Каменогорск Восточно-Казахстанской области.

## История
В 1954 году Совет Министров СССР подписал распоряжение о начале строительства Усть-Каменогорского титано-магниевого комбината. В 1962 сдан в эксплуатацию опытный цех. 29 сентября 1995 года была зарегистрирована в соответствии с казахстанским законодательством как открытое акционерное общество. В 2004 произвела перерегистрацию..
23 мая 2014 года на Астанинском экономическом форуме было принято решение о предстоящих вложениях в развитие Усть-Каменогорского титано-магниевого комбината более 20 млрд тенге.
27 марта 2015 года Усть-Каменогорский титано-магниевый комбинат отметил 50-летний юбилей со дня ввода в промышленную эксплуатацию комбината и получения первой партии титана и магния.
В августе 2020 года стало известно, что АО «Усть-Каменогорский титано-магниевый комбинат» увеличил свой доход на 40%.

## Акционеры
На 1 апреля 2017 года состав акционеров выглядит следующим образом:
- Specialty Metals Holding Company: 45,03 %
- АО «KOLUR HOLDING AG»: 8,15 %
- NEW ASIA INVESTMENT GROUP LIMITED: 9,46 %
- NEW METAL INVESTMENTS PTE. LTD: 7,58 %
- METACAPITAL INVESTMENTS PTE. LTD: 8,53 %
- METAL RESOURCE & TECHNOLOGY PTE.LTD: 7,58 %